# Marsabitacris
Marsabitacris is een geslacht van rechtvleugeligen uit de familie Pyrgomorphidae. De wetenschappelijke naam van dit geslacht is voor het eerst geldig gepubliceerd in 1957 door Kevan.

## Soorten
Het geslacht Marsabitacris  is monotypisch en omvat slechts de volgende soort:
- Marsabitacris citronota (Kevan, 1957)